# Atentado de Ra'anana de 2024
El Atentado de Ra'anana de 2024 sucedió el 15 de enero de 2024, en el contexto de la guerra de Gaza. Fue un ataque terrorista con atropello y apuñalamiento en la zona industrial de Ra'anana. Un civil murió y otras dieciocho personas resultaron heridas. Los dos atacantes, residentes palestinos de Bani Na'im, en la zona de Hebrón, fueron arrestados.

## Ataque
El ataque ocurrió alrededor de las 13:30, cuando dos palestinos de Bani Na'im ingresaron ilegalmente a la calle Ahuza en Ra'anana. Uno de ellos tomó el control del coche de una conductora, irrumpió en el vehículo y la apuñaló. Luego condujo por la ciudad, cambiando de coche tres veces y atropellando a varios civiles. Después, se apoderó de otro vehículo, condujo hacia la calle Haroshet y embistió a más civiles. Luego llegó a la calle Weizmann, donde atropelló a varias personas y huyó del lugar.
Inmediatamente después de recibirse los informes del incidente en los centros de emergencia, las fuerzas de seguridad iniciaron una persecución del terrorista. Una rápida persecución policial, junto con unidades especiales adicionales, llevó a su captura, junto con otra persona que aparentemente lo asistió en el ataque.
Muy rápidamente, llegó un gran número de fuerzas policiales, entre ellas el comisionado de policía Kobi Shabtai y el comandante del distrito, Avraham Biton. Las víctimas fueron evacuadas directamente al hospital, incluida una mujer de unos 70 años, cuyo fallecimiento fue declarado tras los intentos de reanimación. Además, tres personas resultaron gravemente heridas, incluido un adolescente de 16 años. Nueve personas sufrieron heridas de carácter moderado y seis resultaron levemente heridas, incluidos niños.

## Agresores
Los atacantes terroristas fueron Mahmoud Zidat, de 44 años, y Ahmad Zidat, de 25, hermanos originarios de Bani Na'im, en la zona de Hebrón, que se encontraban en Israel de forma ilegal, trabajando en un lavadero de coches de la ciudad. Ambos habían sido detenidos en varias ocasiones anteriormente por estancia ilegal en Israel. En mayo, antes del atentado, Mahmoud Zidat fue arrestado por estancia ilegal y fue condenado a una pena relativamente breve de 20 días de prisión efectiva, además de una condena condicional, en parte debido a consideraciones sobre su situación personal y familiar, a pesar de contar con 6 condenas anteriores.
El Shin Bet, la agencia de seguridad interna de Israel, informó que ambos tenían la intención de llevar a cabo el ataque como respuesta a la guerra de Israel-Gaza de 2023. Avichay Adraee, el portavoz militar israelí en árabe, fue supuestamente uno de los objetivos debido a su notoriedad en los medios árabes como representante de las fuerzas israelíes. La investigación policial indicó que, meses antes del ataque, Ahmad Zidat vio a Adraee en un restaurante y consideró atacarlo, pero no estaba armado en ese momento. Según los informes, Zidat regresó al lugar durante semanas, armado con un cuchillo, buscando a Adraee, pero no volvió a encontrarlo.

## Reacciones

### Hamás
A propósito de este atentado, Hamás declaró en un comunicado:
«Confirmamos que la operación guerrillera de 'Ra'anana' llevada a cabo por nuestros héroes palestinos, Al-Murabitun, es una respuesta natural a los actos de masacre de la ocupación nazi... Estamos movilizando a nuestra juventud revolucionaria en toda Cisjordania y Jerusalén, y los llamamos a intensificar la lucha y la revolución hasta el derrocamiento de la ocupación nazi, para liberar nuestra tierra y nuestra santidad, y establecer nuestro Estado palestino, con Jerusalén como su capital. Bendito sea Dios».